# 南東部地方 (北マケドニア)
座標: 北緯41度25分48秒 東経22度39分36秒 / 北緯41.4300度 東経22.6600度
南東部地方(マケドニア語：Југоисточен регион)は北マケドニア(Република Северна Македонија)の8つの地方の1つである。
東でブルガリア、南でギリシャに接する。
国内では、ヴァルダル地方と東部地方に接する。
2014年の人口は約17.4万人。

## 民族

南東部地方の民族分布

## 自治体

南東部地方の自治体

南東部地方は10の自治体に分かれる。
- ボグダンツィ（英語版）
- ボシロヴォ（英語版）
- ドイラン（英語版）
- ゲヴゲリヤ
- コンチェ（英語版）
- ノヴォ・セロ（英語版）
- ラドヴィシュ（英語版）
- ストルミツァ
- ヴァランドヴォ（英語版）
- ヴァシレヴォ（英語版）